# Fusil Wänzl
El Wänzl era un fusil de retrocarga obtenido al modificar los fusiles de avancarga Lorenz M1854 y M1862.

## Historia y desarrollo

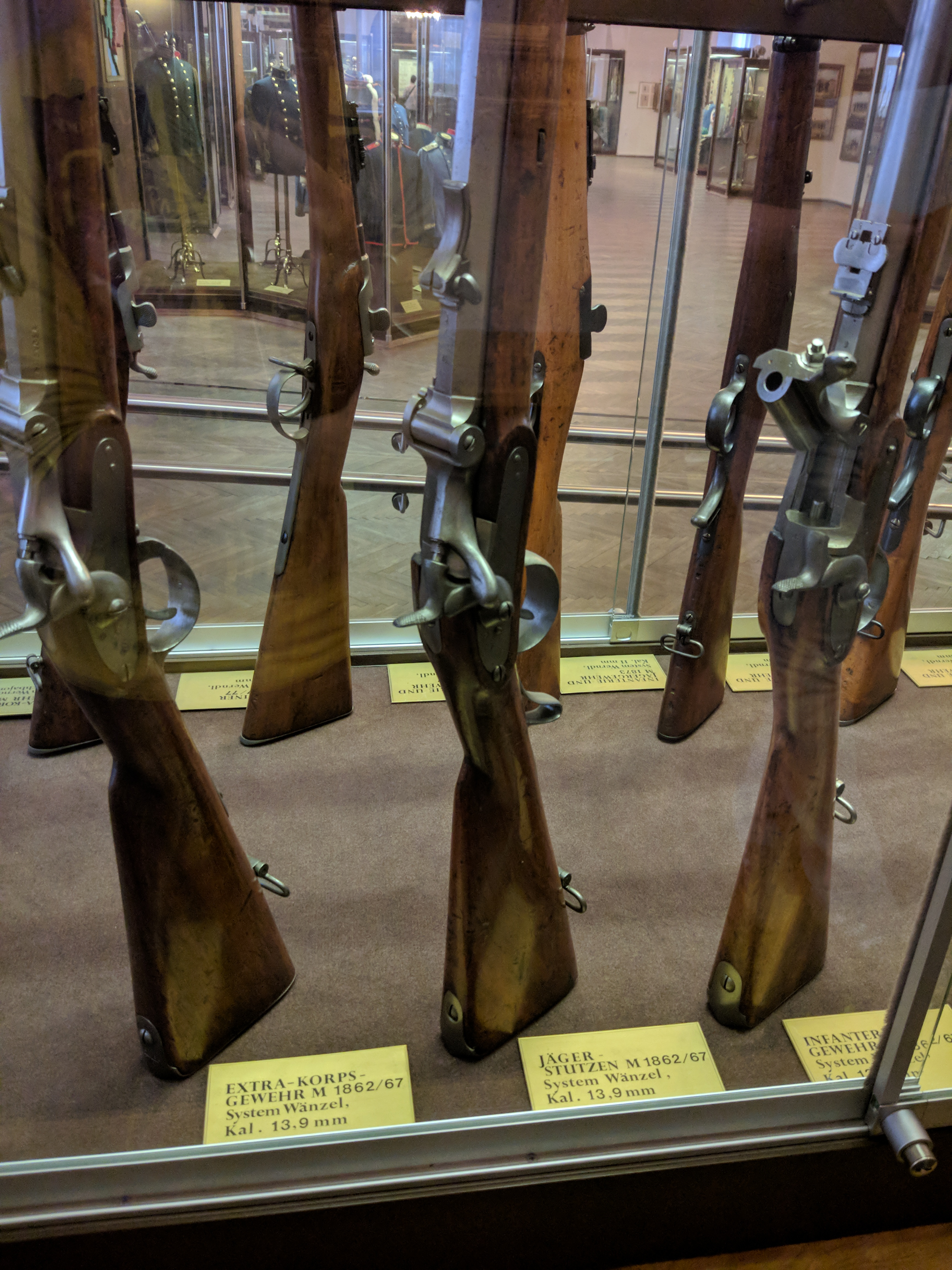
Acercamiento de los cerrojos de bisagra de dos fusiles y una tercerola Wänzl.

El fusil tenía un cerrojo de bisagra y disparaba el cartucho de percusión anular 14 x 33 R. Los austriacos modificaron un total de 70.000 fusiles Lorenz a Wänzl.
El Ejército austrohúngaro empleó el Wänzl como fusil estándar, hasta que tuvo suficientes fusiles Werndl-Holub M1867 para equipar a los soldados. 

## Usuarios
- Imperio austríaco
- Imperio austrohúngaro
- China